# فردودگاه تکبانده پوئسواگروئنس
 فردودگاه تکبانده پوئسواگروئنس (به انگلیسی: Poesoegroenoe Airstrip) یک فرودگاه همگانی است . این فرودگاه در کشور سورینام قرار دارد .